# جولی فراست
جولی فراست (انگلیسی: Julie Frost؛ زادهٔ ) یک موسیقی‌دان اهل ایالات متحده آمریکا است.